# Мюллер, Карл Александр фон
Карл Александр фон Мю́ллер (нем. Karl Alexander von Müller; 20 декабря 1882, Мюнхен — 13 декабря 1964, Роттах-Эгерн) — немецкий историограф, заведующий кафедрой Мюнхенского университета в 1928—1945 годах. Непосредственными учениками Карла Александра фон Мюллера были национал-социалисты Бальдур фон Ширах, Рудольф Гесс, Герман Геринг, Вальтер Франк, Вильгельм Грау, Вильфрид Эйлер, Клеменс Август Гоберг, Герман Келленбенц, Карл Рихард Ганцер, Эрнст Ганфштенгль, Клаус Шиккерт. Политическая открытость фон Мюллера привлекала к нему и учеников, придерживавшихся других взглядов: Алоис Хундхаммер, Хайнц Гольвитцер, Карл Босль и Вольфганг Хальгартен.

## Биография
Карл Александр фон Мюллер — сын министра образования Баварии Людвига Августа фон Мюллера. Окончив вильгельмовскую гимназию в Мюнхене, с 1901 года изучал историю и юриспруденцию в Мюнхенском университете, являлся стипендиатом фонда Максимилианеума. В 1908 году защитил докторскую диссертацию у Зигмунда фон Рицлера. С началом Первой мировой войны Мюллер вместе с Паулем Николаусом Коссманом издавал журнал Süddeutsche Monatshefte. В 1917 году получил право преподавания и получил назначение синдиком Баварской академии наук и профессором Мюнхенского университета.
По рекомендации комиссии по расформированию 2-го пехотного полка «старой» баварской армии Адольф Гитлер 10—19 июля 1919 года являлся слушателем третьего курса «антибольшевистских просветительских курсов» отдела пропаганды Ib/P командования 4-й группы рейхсвера в Мюнхене, которым руководил школьный товарищ Мюллера Карл Майр. По воспоминаниям Мюллера, Гитлер слушал его лекции «Вопрос вины» и «История Германии со времён Реформации», и удивил его впервые своим ораторским талантом в дискуссии после лекции «Вопрос вины». В националистических кругах Пауля Н. Коссмана Карл Александр фон Мюллер играл центральную роль в процессах, вызванных его статьями по вопросу ответственности за войну и легенды об ударе ножом в спину.
Мюллеру, историку и публицисту экстремально правых взглядов, в Веймарской республике отказали в вакансиях на кафедрах университеты Галле, Бреслау, Кёльна и Киля. Только в 1928 году Мюллер сменил Михаэля Дёберля в качестве ординарного профессора истории Баварии в Мюнхенском университете и в 1933—1935 годах занимал должность декана. Отказавшись от приглашения Берлинского университета, Мюллер в 1935 году занял должность заведующего кафедрой истории Средних веков и Нового времени.
Приверженец национал-консервативных и монархических взглядов в силу своего происхождения, Мюллер отвергал либеральные политические идеи и Веймарскую республику. В национализме национал-социализма и его консервативных чертах Мюллер видел некоторое сходство с собственным мировоззрением. Поэтому Мюллер симпатизировал НСДАП и вступил в партию в августе 1933 года. Крупная величина в мюнхенском обществе 1920-х годов, он лично познакомился через Готфрида Федера с Адольфом Гитлером и считал себя в национал-социалистической Германской империи связующим звеном между старым и новым поколением историков-национал-социалистов — роль, которая, как он считал, ему, издателю «Исторического журнала» и влиятельнейшему историку Германии в силу его близости режиму, подходила идеально.
Мюллер занимал многочисленные почётные должности: являлся членом Имперского института истории Новой Германии, руководимого его учеником Вальтером Франком, в котором Мюллер в 1936 году официально основал отдел исследования еврейского вопроса. В 1935—1944 годах Мюллер руководил изданием «Исторического журнала», сменив на этом посту неугодного национал-социалистам Фридриха Мейнекке, а в 1933—1934 годах возглавлял Имперский союз народ народности и родины. В 1930—1936 годах Мюллер руководил Институтом исследования германской народности на юге и на юго-востоке. После смены состава Баварской академии наук в процессе гляйхшальтунга, 2 марта 1936 года Мюллер был назначен рейхсминистром Бернгардом Рустом её президентом несмотря на то, что его кандидатуру Академия не выдвигала. Академия выдвинула на должность своего президента Эдуарда Шварца, президента Академии в 1927—1930 годах, но Мюллер вступил в должность. Мюллер одновременно занял должность председателя секции истории. В конце 1943 года несмотря на сопротивление Мюллера Академия избрала президентом юриста Мариано Сан Николо.
После Второй мировой войны Академия возбудила дело об исключении Мюллера из состава Академии. 23 сентября 1945 года Мюллер добровольно отказался от звания академика. В процессе денацификации по распоряжению американской военной администрации Мюллер был принудительно отправлен в отставку и лишился всех должностей, в том числе звания члена-корреспондента Австрийской и Прусской академии наук. Мюллер был вынужден обратиться за помощью к своим бывшим ученикам. Особенно полезными оказались его дружеские отношения с Куртом Хубером из антифашистской группы «Белая роза». В 1951 и 1954 годах Мюллер издал два тома своих мемуаров, старался восстановить отношения с прежними реабилитированными друзьями, чтобы восстановить свою репутацию. Он общался с родственниками Вильгельма Фуртвенглера и подарил одному из них в августе 1958 года экземпляр с автографом своей книги «На краю истории», содержавшей статью о Адольфе и Вильгельме Фуртвенглерах. В 1953 году Мюллер был принят в члены Баварской академии изящных искусств.

## Сочинения
- Bayern im Jahre 1866 und die Berufung des Fürsten Hohenlohe. Eine Studie. Oldenbourg, München, Berlin 1909
- Über die Stellung Deutschlands in der Welt. C. H. Beck, München 1916
- Deutschlands Kampf auf Leben und Tod. Zwei Kriegs-Vorträge. Kellerer, München 1917
- Des deutschen Volkes Not und der Vertrag von Versailles. Vortrag. Knorr & Hirth, München 1922
- Die deutschen Träumer. Gesammelte Aufsätze. Süddeutsche Monatshefte, München 1925
- Deutsche Geschichte und deutscher Charakter. Aufsätze und Vorträge. Deutsche Verlags-Anstalt, Stuttgart 1926.
- Geleitwort. In: Wilhelm Grau: Antisemitismus im späten Mittelalter. Das Ende der Regensburger Judengemeinde 1450—1519. Mit einem Geleitwort von Karl Alexander von Müller. Duncker & Humblot, München, Leipzig 1934
- Zwölf Historikerprofile, Deutsche Verlags-Anstalt, Stuttgart, München 1935
- Aufsätze und Reden 1914—1938. Vom alten zum neuen Deutschland. Deutsche Verlags-Anstalt, Stuttgart, Berlin 1938
- Erinnerungen. 3 Bände (s.o.), Kilpper, Stuttgart 1951, 1954 und 1966
- Am Rand der Geschichte. Münchner Begegnungen und Gestalten. Hanser, München 1957
- Im Wandel einer Welt, Süddeutscher Verlag, München 1966